# Антонов, Ярослав Викторович
Яросла́в Ви́кторович Анто́нов (10 января 1963, Новосибирск, РСФСР, СССР) — советский волейболист и российский волейбольный тренер, игрок сборных СССР и СНГ (1984—1992). Серебряный призёр Олимпийских игр 1988, двукратный чемпион Европы, шестикратный чемпион СССР. Нападающий. Заслуженный мастер спорта СССР (1989). Рост 198 см.

## Биография
Воспитанник обнинской волейбольной школы, первый тренер — Владимир Питанов. Выступал за команды: до 1985 — «Динамо» (Московская область), 1985—1991 — ЦСКА. Шестикратный чемпион СССР (1986—1991), двукратный серебряный призёр союзных первенств (1984 и 1985), бронзовый призёр чемпионата СССР 1983, пятикратный обладатель Кубка европейский чемпионов (1986—1989).
С 1991 года играл в заграничных клубах: 1991—1992 — «Брешиа» (Италия), 1992—1994 — «Ктисифон» (Греция), 1994—1995 — «Виченца» (Италия), 1995—1996 — «Монтеккьо-Маджоре» (Италия), 1996—1998 — «Гроттаццолина» (Италия), 1998—1999 — «Карипарма» (Италия). После 1999 выступал также за команды Турции и Туниса.
В составе молодёжной сборной СССР в 1982 стал чемпионом Европы.
В сборных СССР и СНГ в официальных соревнованиях выступал в 1984—1992 годах. В их составе: серебряный призёр Олимпийских игр 1988, серебряный (1986)и бронзовый (1990) призёр чемпионатов мира, серебряный (1985) и бронзовый (1989) призёр розыгрышей Кубка мира, двукратный чемпион Европы (1985 и 1987, победитель (1986) и серебряный призёр (1990) Игр доброй воли, победитель волейбольного турнира «Дружба-84», участник розыгрышей Мировой лиги 1990 и 1992.
Ярослав Антонов одним из первых в СССР стал применять силовую нацеленную подачу в прыжке. По итогам розыгрыша Кубка мира 1985 года признан лучшим игроком турнира на подаче.
С 2004 года на тренерской работе. В 2004—2009 — старший тренер московского «Динамо», в 2009—2010 годах — тренер сборной России и главный тренер команды «Динамо-Янтарь» (Калининград), в 2011—2019 — тренер в клубе «Урал». С августа 2019 года — тренер в клубе «Локомотив» (Новосибирск).

## Семья
Младший брат Олег (р. 1970) — волейболист, тренер.
Сын — Олег (р. 1988) — итальянский волейболист.